# Sopravvivere al gioco
Sopravvivere al gioco (Surviving the Game) è un film del 1994 diretto da Ernest Dickerson. È ispirato al racconto breve La partita più pericolosa (The Most Dangerous Game) del 1924 dello scrittore Richard Connell.

## Trama
Scelto per fare la loro guida, un senzatetto di nome Jack Mason scopre di essere in realtà una preda.